# Dasypogon carvilius
Dasypogon carvilius är en tvåvingeart som beskrevs av Walker 1849. Dasypogon carvilius ingår i släktet Dasypogon och familjen rovflugor. Inga underarter finns listade i Catalogue of Life.